# HiRISE

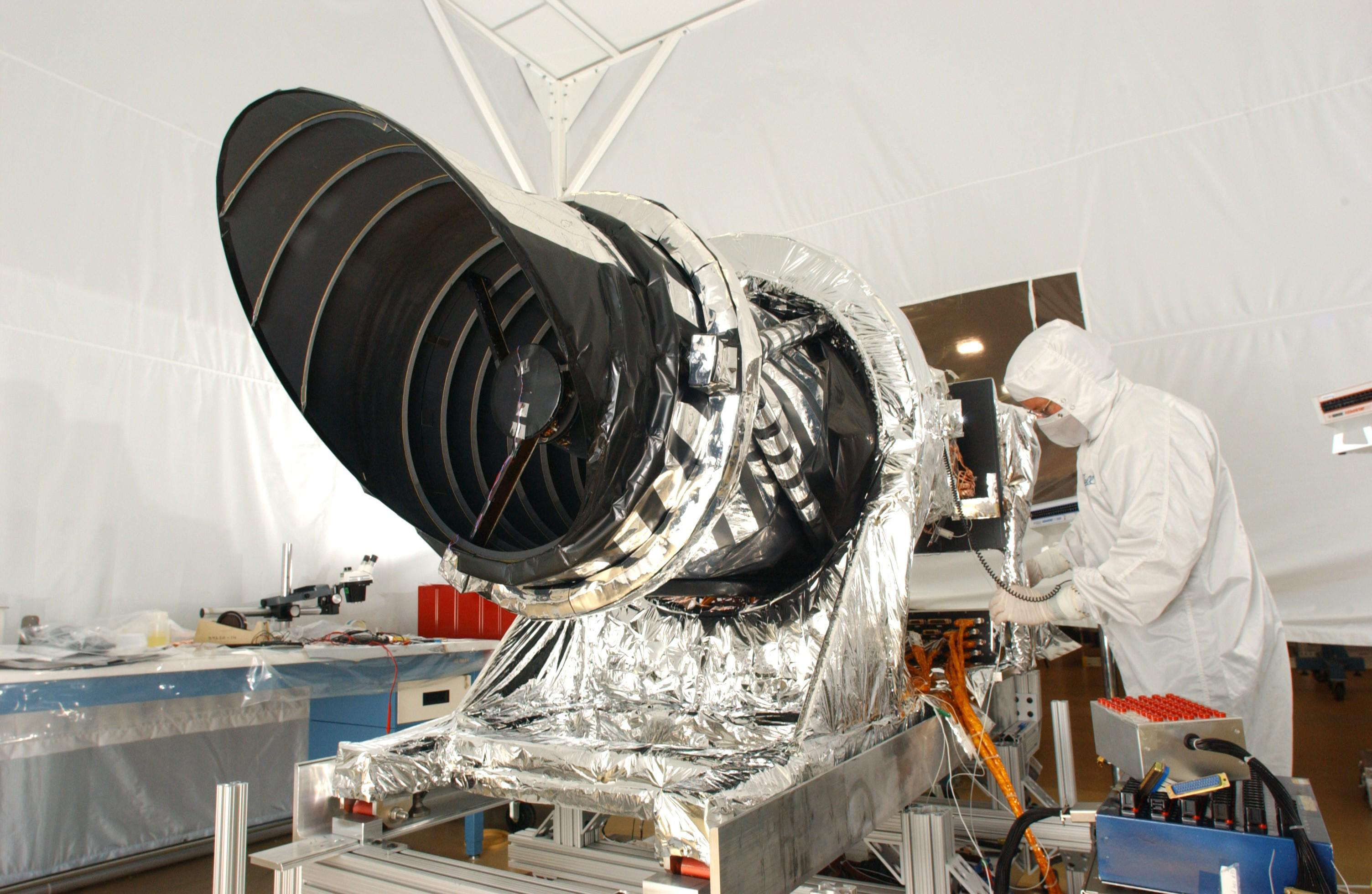
HiRISE viene preparato per la spedizione al laboratorio che lo monterà sul MRO.

L'HiRISE (High Resolution Imaging Science Experiment) è una fotocamera installata a bordo del Mars Reconnaissance Orbiter. Lo strumento, pesante 65 kg e costato 40 milioni di dollari, è stato costruito sotto la direzione del Lunar and Planetary Laboratory dell'Università dell'Arizona e dalla Ball Aerospace & Technologies Corp. Consiste in un telescopio riflettore da 0,5 m di apertura, il più grande finora in una missione nello spazio profondo, che consente di catturare foto di Marte con una risoluzione di 0,3 m/pixel, risolvendo quindi oggetti della dimensione di un pallone.
HiRISE ha anche fotografato i vari lander all'opera sulla superficie di Marte, come Opportunity, Curiosity, e l'ultimo arrivato Perseverance, di cui la fotocamera è stata in grado di cogliere anche la fase di discesa in atmosfera.

## Storia

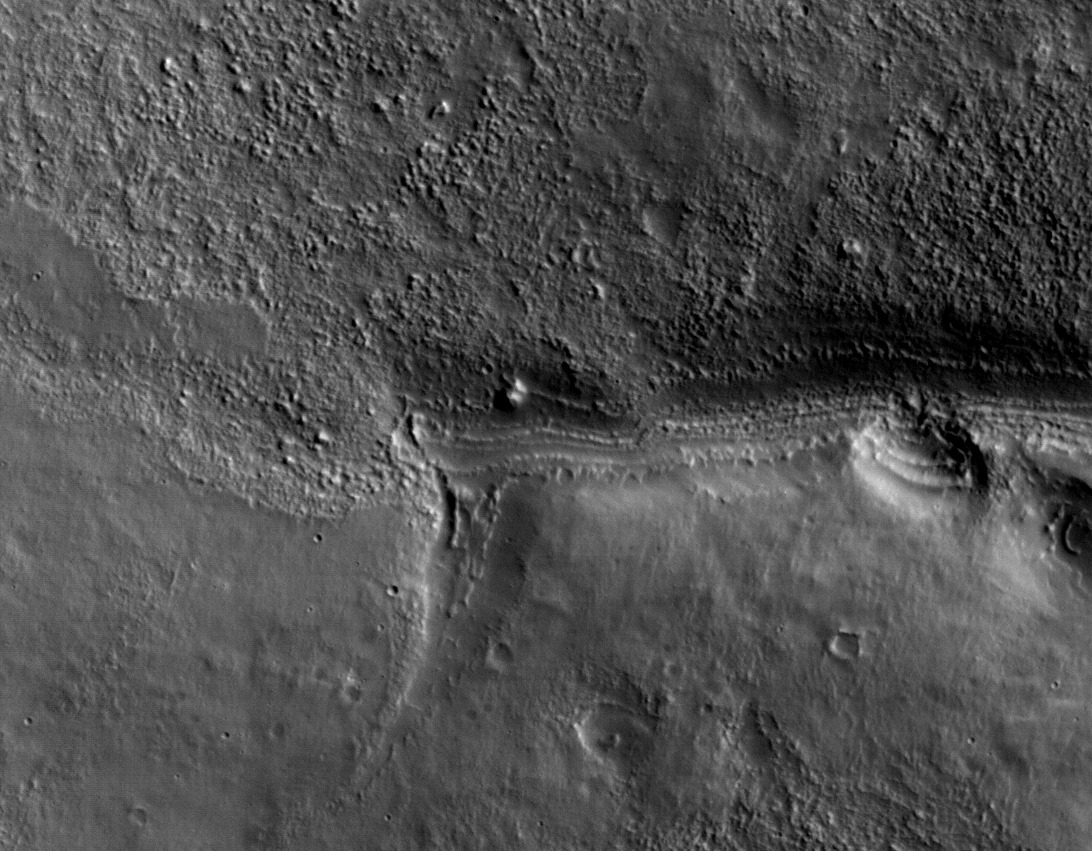
Crop di una delle prime immagini di Marte prese da HiRISE

Sul finire degli anni ottanta Alan Delamere, del Ball Aerospace, cominciò a progettare uno strumento che fornisse le immagini ad alta risoluzione richieste per il recupero di campioni e l'esplorazione della superficie marziana. All'inizio del 2001 si unì a Alfred McEwen dell'Università dell'Arizona per proporre tale fotocamera per l'installazione sul Mars Reconnaissance Orbiter (MRO), e la NASA ha formalmente accettato il 9 novembre 2001. La costruzione dello strumento fu assegnata al Ball Aerospace, e HiRISE fu consegnato alla NASA il 6 dicembre 2004 per il montaggio sul resto della sonda.

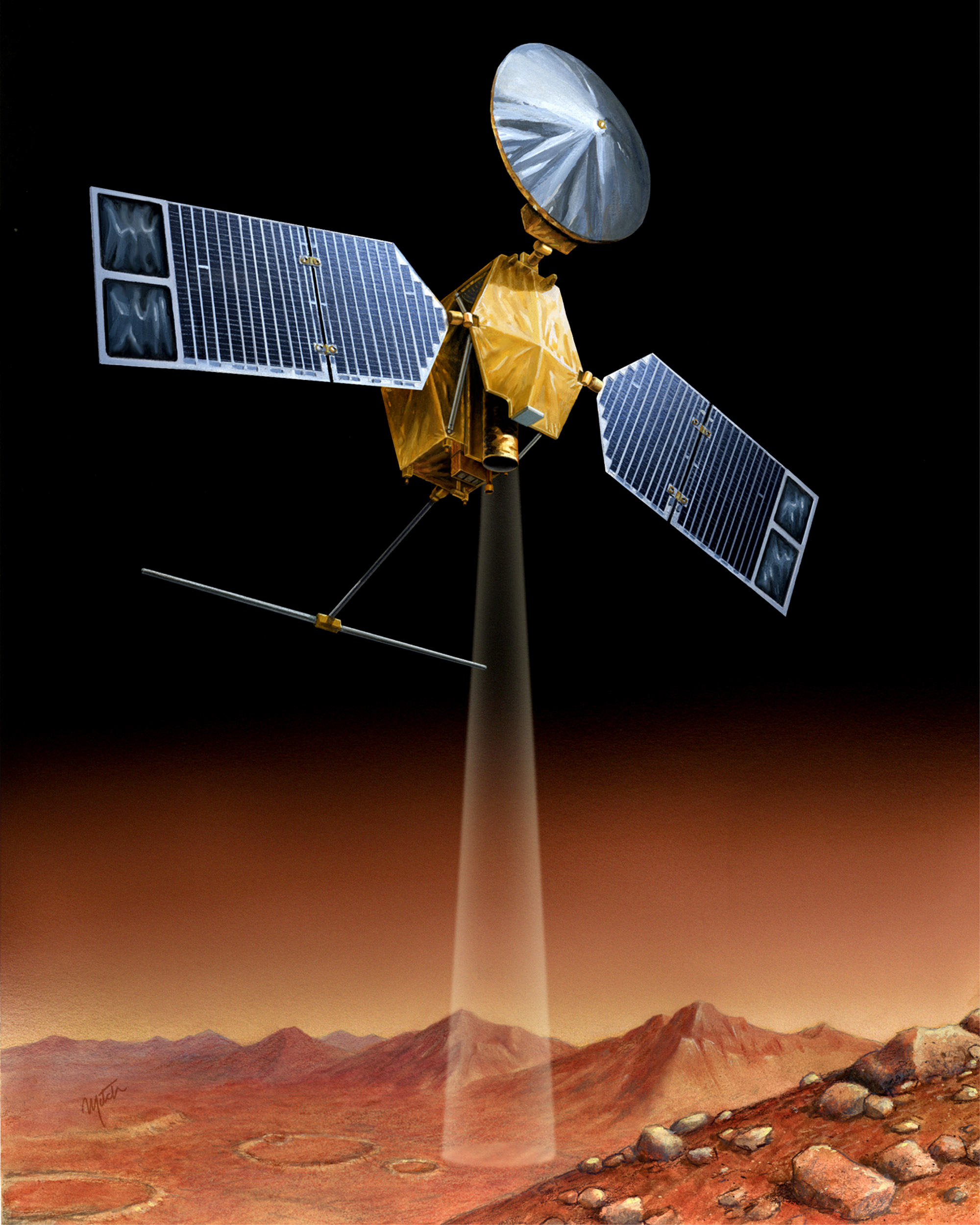
Impressione d'artista di HiRISE al lavoro su Marte

Il MRO, con HiRISE a bordo, è stato lanciato con successo il 12 agosto 2005 tra le felicitazioni del team costruttore, presente al lancio. Durante la fase di crociera del MRO, HiRISE ha testato la strumentazione eseguendo molti scatti, tra cui alcuni della Luna e dell'ammasso aperto NGC 4755. Grazie a queste immagini si è potuto calibrare la fotocamera e prepararla per l'attività in orbita marziana.
Il 10 marzo 2006 il MRO raggiunge l'orbita marziana, e prima dell'inizio della fase di aerobraking lo strumento ha avuto due occasioni (la prima il 24 marzo) per acquisire le prime immagini di Marte, per poi essere spento per i successivi sei mesi. HiRISE è stato riacceso con successo il 27 settembre, e ha acquisito la prima immagine di Marte in alta risoluzione il 29.
Il 6 ottobre HiRISE ha fotografato per la prima volta il cratere Victoria, insieme al rover Opportunity che all'epoca ne stava iniziando l'esplorazione.
Nel febbraio 2007 sette rivelatori hanno mostrato segni di degrado, dei quali un canale infrarosso totalmente danneggiato e un altro in avanzato stato di degradamento. Il problema sembrava scomparire quando per acquisire immagini venivano usate temperature maggiori nella fotocamera. A marzo la degradazione sembrava essersi stabilizzata, ma le sue cause rimanevano sconosciute.
Esperimenti successivi con l'Engineering Model (EM) al Ball Aerospace hanno fornito la spiegazione definitiva per il problema: una contaminazione dei convertitori da analogico a digitale (ADCs) causava bit disturbati, creando così un rumore apparente nelle immagini. Il tutto combinato con difetti di progettazione portava a forme d'onda di scarsa qualità nei convertitori. Ulteriori studi hanno mostrato come il degrado possa essere invertito riscaldando tali componenti.
Il 3 ottobre 2007 HiRISE è stato puntato verso la Terra e, da una distanza di 142 milioni di km, ne ha scattato una fotografia, insieme alla Luna. Nell'immagine finale, a piena risoluzione e a colori, la Terra era grande 90 pixel e la luna 24.
Il 25 maggio 2008 HiRISE ha fotografato il Phoenix Mars Lander durante la sua fase finale di discesa su Marte. Fu la prima volta che un veicolo spaziale fotografava la discesa di un'altra sonda su un corpo planetario.
Il 1º aprile 2010 la NASA ha pubblicato le prime immagini del programma HiWish, che consiste nel fotografare siti suggeriti dal pubblico. Uno degli otto è stato l'Aureum Chaos. La prima immagine mostra una vista panoramica dell'area, mentre le due seguenti sono degli ingrandimenti della stessa, in cui si nota il potere risolutivo di HiRISE.
Al 2010 HiRISE aveva fotografato circa l'uno percento della superficie di Marte, e questo perché lo strumento è stato progettato per catturare aree piccole in altissima risoluzione, mentre il compito di mappare la superficie spetta ad altri strumenti, dal campo di vista maggiore.

## Galleria d'immagini

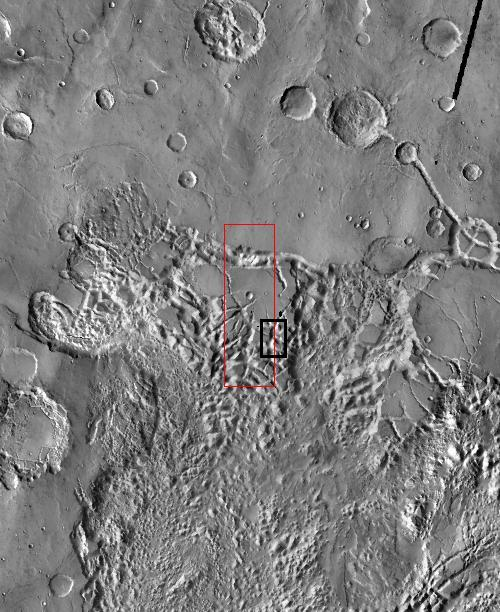
Immagine THEMIS di panorama delle seguenti immagini HiRISE, i riquadri neri ne mostrano la posizione approssimativa. Questa immagine è solo parte di una vasta area conosciuta come Aureum Chaos.
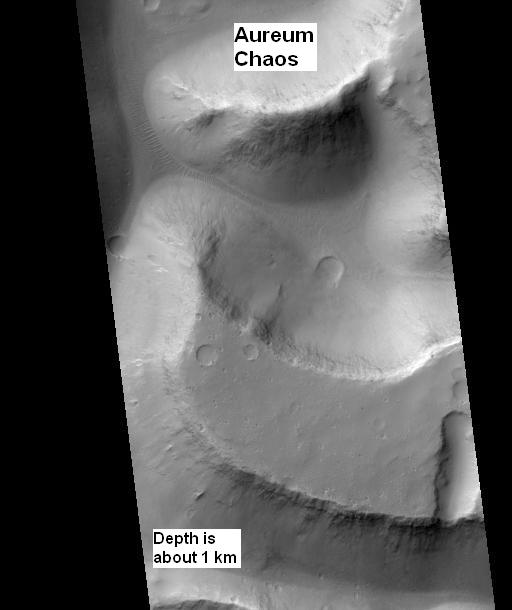
Aureum Chaos visto da HiRISE, una delle locazioni suggerite dal programma HiWish. La zona è collocata nel quadrangolo Margaritifer Sinus.
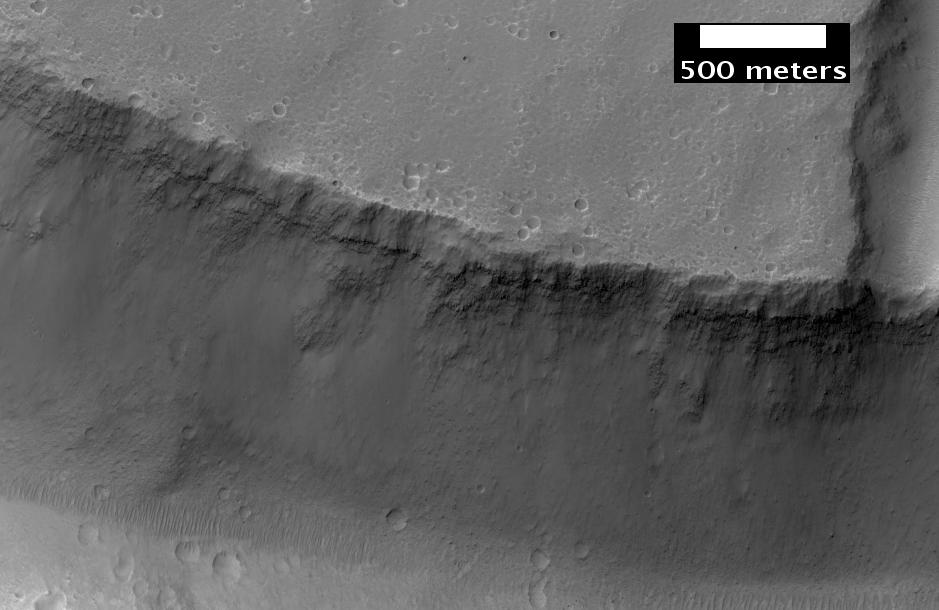
Ingrandimento dell'immagine precedente. I piccoli oggetti rotondi sono massi.
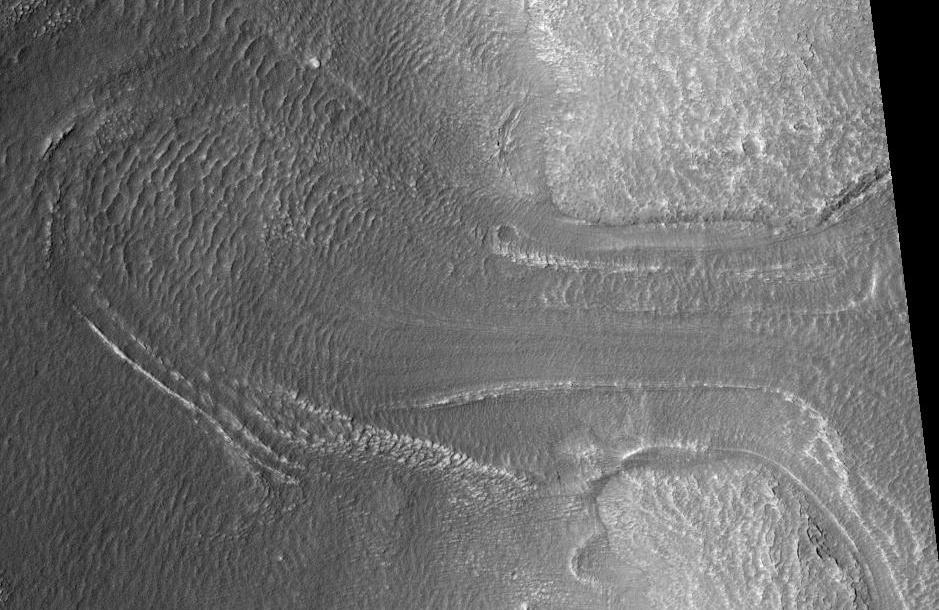
Immagine di un probabile ghiacciaio. Studi radar hanno mostrato che è quasi completamente composto di ghiaccio. Il ghiacciaio sembra muoversi da un terreno più elevato, una mesa, sulla destra. Il luogo si trova nel quadrangolo Ismenius Lacus.

## Scopo

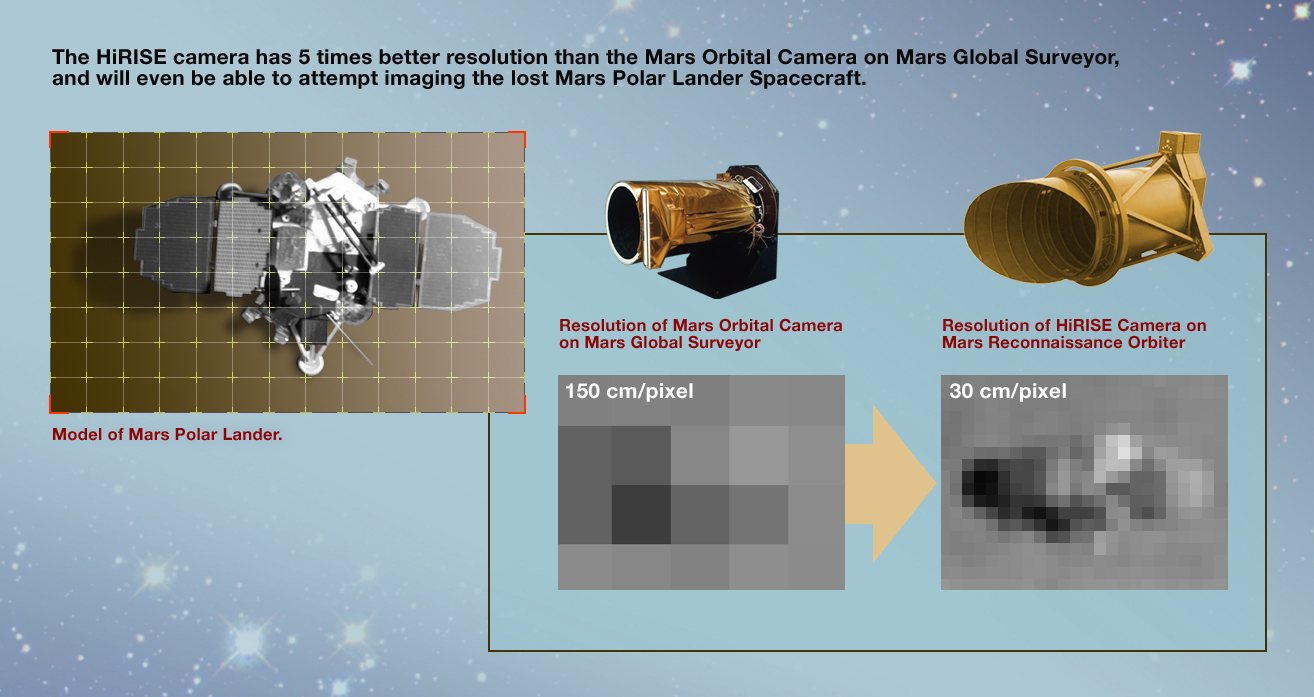
Confronto tra la risoluzione di HiRISE sul MRO con il predecessore, il MOC a bordo del MGS.

HiRISE è progettato per vedere la superficie di Marte con un dettaglio mai stato possibile prima.
Permette infatti lo studio dettagliato delle caratteristiche superficiali di Marte, in cerca di punti di atterraggio per futuri lander, e più in generale vedere la superficie con un dettaglio mai raggiunto prima dall'orbita. Quelle più studiate sono canali, valli e vulcani, e grazie alle sue immagini si potranno cercare i segnali di antichi laghi o oceani. Lo strumento ha già permesso infatti di studiare più da vicino i crateri marziani più recenti, rivelando conoidi di deiezione, tracce di flusso di materiale viscoso e regioni butterate e costellate da brecce alluvionali.
Il programma HiWish consente al pubblico generale di sottoporre richieste di aree da osservare con HiRISE, e per questa ragione, insieme alla disponibilità senza precedenti delle immagini scientifiche poco dopo l'acquisizione, lo strumento è stato soprannominato "La Fotocamera del Popolo" (The People's Camera). Le immagini possono essere scaricate, visualizzate online o con il software di HiView.

## Design

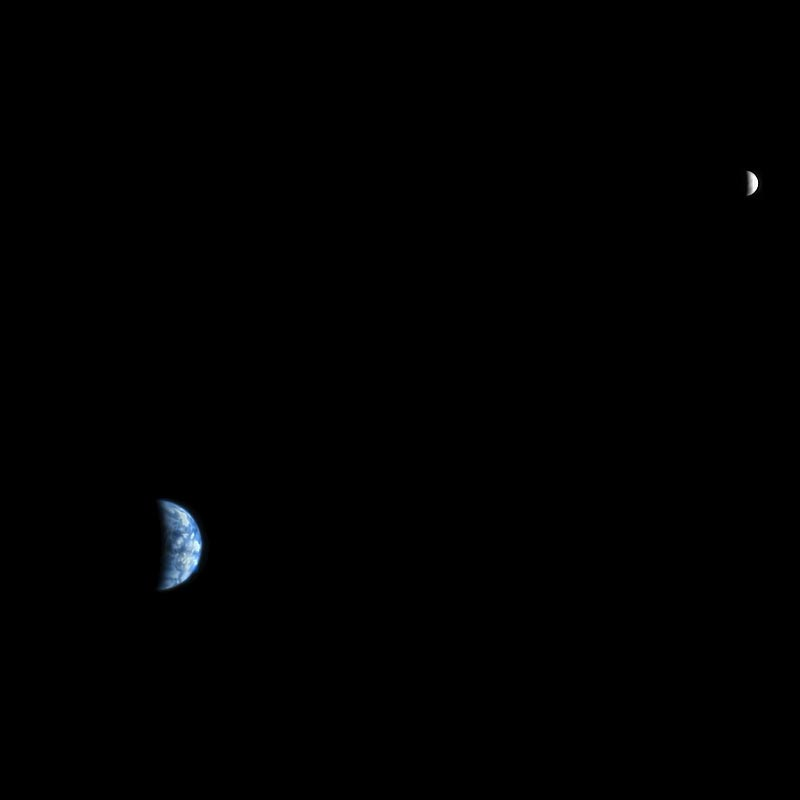
La Terra e la Luna viste da HiRISE dal MRO

HiRISE consiste in un grande specchio e in una grande fotocamera CCD, e grazie alle sue caratteristiche raggiunge una risoluzione angolare di 1 microradiante, che significa una risoluzione di 0,3 metri all'altezza di 300 km. Per confronto le immagini di Google Mars sono disponibili solo fino a un metro. Le immagini sono scattate in tre bande cromatiche, 400 - 600 nm (blu-verde), 550 - 850 nm (rosso) e 800 - 1000 nm (vicino infrarosso).
HiRISE incorpora uno specchio primario di 0,5 metri, ed è il più grande telescopio ottico mai mandato oltre l'orbita terrestre. La massa dello strumento è di 64,2 kg.
Le immagini della fascia cromatica rossa sono larghe 20 048 pixel (cioè circa 6 km da 300 km di altezza), mentre quelle nelle fasce verde-blu e infrarossa sono larghe 4 048 pixel (1,2 km). Tali immagini sono raccolte da 14 sensori CCD di dimensioni 2048 x 128 pixel. Il computer di bordo di HiRISE legge queste linee di pixel in tempo con la velocità relativa al suolo dell'orbiter, e quindi le immagini sono potenzialmente illimitate in altezza. Il limite viene imposto dalla capacità di memoria del computer stesso di 28 Gbit (3,5 GByte). La massima grandezza nominale per le immagini in banda rossa (compresse a 8 bit per pixel) è di circa 20 000 × 126 000 pixel, cioè 2,52 gigapixel, e 4 000 × 126 000 pixel (504 megapixel) per le immagini più strette in banda verde-blu e infrarossa. Una singola immagine non compressa può quindi occupare fino a 28 Gbit. Comunque queste immagini sono trasmesse compresse, tipicamente con una dimensione massima di 11,2 Gbit. Tali immagini sono state successivamente rese pubbliche sul sito di HiRISE tramite un nuovo formato chiamato JPEG 2000.
Per facilitare la mappatura di potenziali siti di atterraggio, HiRISE può produrre coppie di immagini in stereovisione, dalle quali la topografia può essere misurata con un'accuratezza di 0,25 m.

## Convenzione di nomenclatura delle immagini

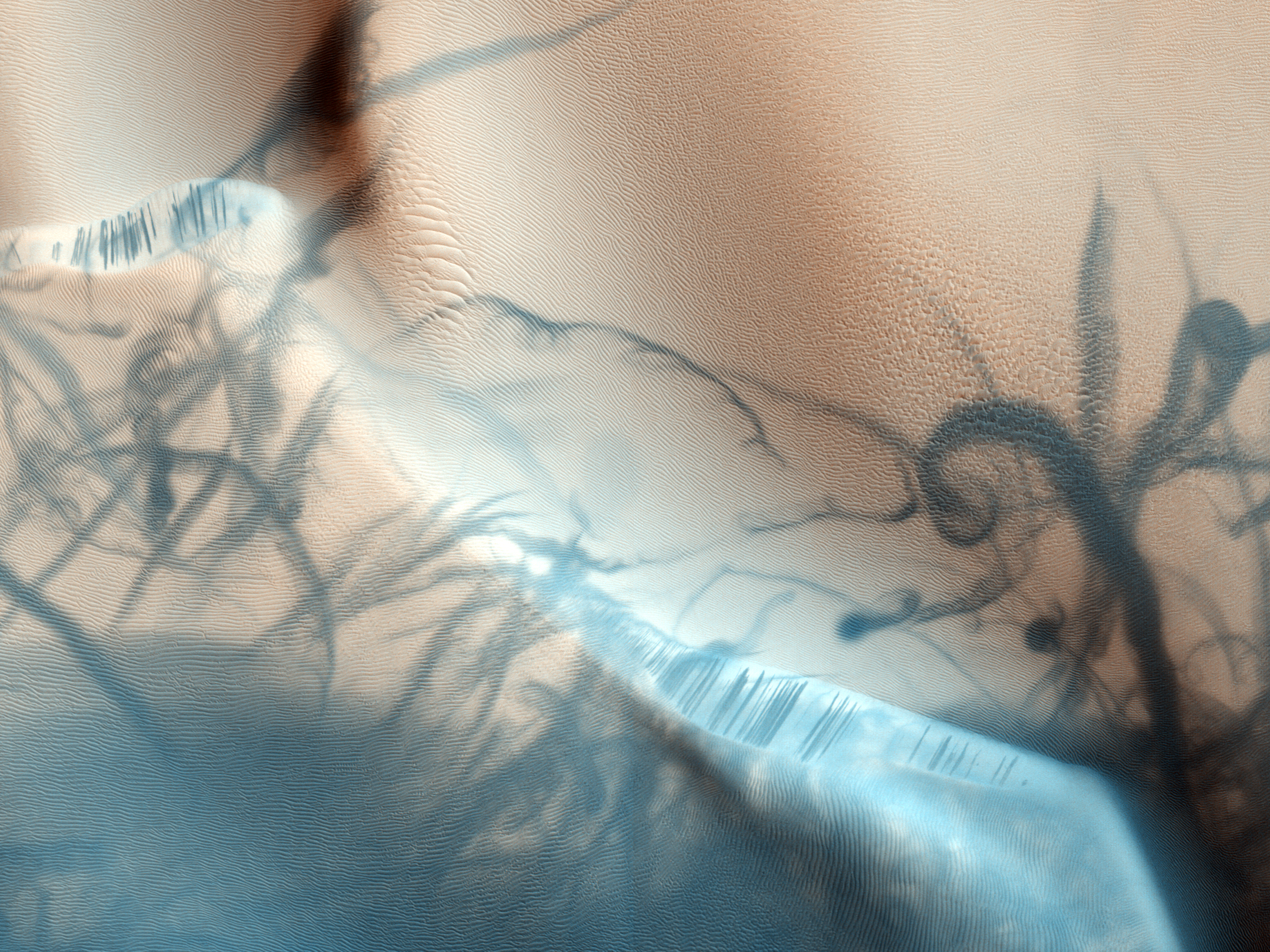
Tracce lasciate da vortici di vento su delle dune di sabbia

Le immagini HIRISE sono disponibili per il pubblico, quindi potrebbe essere utile sapere come gli viene dato il nome. Questo è un estratto dalla documentazione ufficiale:
```
Name:
ppp_oooooo_tttt_ffff_c.IMG
```

```
ppp = Mission Phase:
  INT = Integration and Testing
  CAL = Calibration Observations
  ATL = ATLO Observations
  KSC = Kennedy Space Center Observations
  SVT = Sequence Verification Test
  LAU = Launch
  CRU = Cruise Observations
  APR = Mars Approach Observations
  AEB = Aerobraking Phase
  TRA = Transition Phase
  PSP = Primary Science Orbit (nov 2006-nov 2008)
  REL = Relay phase
  E01 = 1st Extended Mission Phase if needed
  Exx = Additional extended Missions if needed
```

```
oooooo = MRO orbit number
```

```
tttt = Target code
```

```
ffff Filter/CCD designation:
RED0-RED9 - Red filter CCDs
IR10-IR11 – Near-Infrared filter CCDs
BG12-BG13 – Blue-Green filter CCDs
```

```
c = Channel number of CCD (0 or 1)
```

Il "target code" si riferisce alla posizione in latitudine del centro dell'osservazione pianificata in relazione all'inizio dell'orbita. Tale inizio è posto sull'equatore in fase discendente, nel lato notturno. Un codice di 0000 si riferisce all'inizio dell'orbita, e cresce insieme alla progressione dell'orbita, andando fino a 3 595. Questa convenzione permette l'organizzazione dei file in ordine di tempo. Le prime tre cifre sono l'angolo in gradi, la quarta sono i decimali arrotondati a 0,5 gradi. Valori maggiori di 3 595 identificano osservazioni speciali o fuori da Marte.
Esempi di target code:
```
0000 – osservazione pianificata all'equatore in fase discendente.
0900 – osservazione pianificata al polo suda.
1800 – osservazione pianificata  all'equatore in fase ascendente.
2700 – osservazione pianificata al polo nord.
```

Valori speciali:
```
4000 – Osservazione stellare
4001 – Osservazione di Phobos
4002 – Osservazione di Deimos
4003 – Osservazione spaciale di calibrazione
```